# Bastion Le Roy
Bastion Le Roy of Schoppen-Aas was een onderdeel van de vestingwerken rond de Nederlandse stad Venlo.
Het bastion is in 1741/1742 gebouwd in de haven. Vermoedelijk werd hierdoor de zuidelijke haveningang afgesloten. Het eiland De Weerd raakte hierdoor verbonden met de oever.